# 地城镇
地城镇，是中华人民共和国安徽省阜阳市阜南县下辖的一个乡镇级行政单位。区域面积51.13平方千米。

## 行政区划
地城镇下辖以下地区：
母子岗村、高郢村、地城村、陶寨村、吴郢村、李集村和刘楼村。